# Kseroftalmia
Kseroftalmia, zespół suchego oka - objaw chorobowy polegający na wysychaniu spojówki, rogówki, a nawet całego oka.

## Przyczyny
Kseroftalmia może być spowodowana niedoborem witaminy A, wyniszczeniem organizmu, zespołem Sjögrena, przebytą jaglicą, urazami oka itp.

## Następstwa
Może prowadzić do całkowitego zaniewidzenia (ślepoty).

## Leczenie
Przyczynowe.

## Diagnostyka
W rozpoznawaniu zespołu suchego oka stosuje się m.in. test Schirmera.

Przeczytaj ostrzeżenie dotyczące informacji medycznych i pokrewnych zamieszczonych w Wikipedii.